# Holden Caprice/Statesman
De Holden Caprice/Statesman is een automodel van het Australische automerk Holden. Het is een vierdeurs coupé. In China wordt de auto onder de naam Buick Royaum verkocht. Er zijn vier versies op de markt. De wagen bestaat reeds sinds 1971.

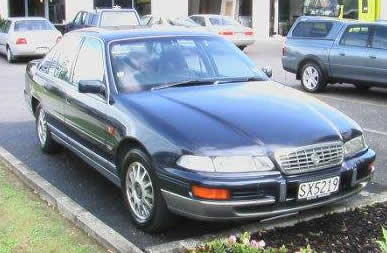
Holden Statesman
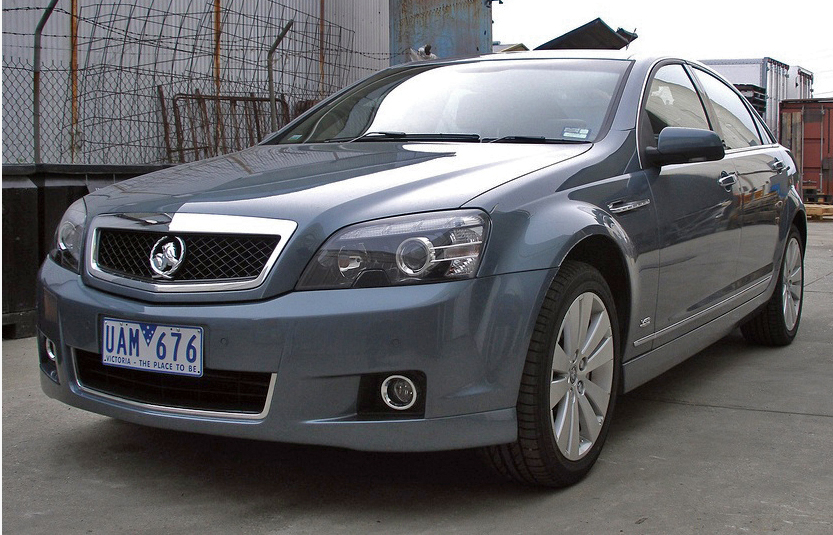
Holden Caprice

## Versies
Er zijn vier versies beschikbaar.

### 3.8 V6 automaat
| Technische specificaties |                           |
| koetswerk                | vierdeurs berline         |
| motor                    | Ecotec V6; V6; 3.8        |
| motorligging             | vooraan, in de lengte     |
| vermogen                 | 125 kW bij 5200 tpm       |
| trekkracht               | 302 Nm bij 3600 tpm       |
| cilinderinhoud           | 3791 cc                   |
| kleppen                  | 12                        |
| versnellingen            | 4, automatisch            |
| brandstof                | benzine, cilinderinjectie |
| boring                   | 97,0 mm                   |
| slag                     | 86,0 mm                   |
| compressieverhouding     | 9,4                       |
| wielen                   | 7.0-8.0 x 16-17           |
| banden voor              | 225-235/45-55R16-17       |
| banden achter            | 225-235/45-55R16-17       |
| remmen voor              | geventileerde schijven    |
| remmen achter            | schijven                  |
| aandrijving              | achter                    |
| stuur                    | hydraulisch               |
| wielbasis                | 2940 mm                   |
| lengte                   | 5195 mm                   |
| breedte                  | 1850 mm                   |
| hoogte                   | 1445 mm                   |
| spoor voor               | 1560 mm                   |
| spoor achter             | 1580 mm                   |
| leeggewicht              | 1690-1725 kg              |
| koffer                   | 520-540 liter             |
| tank                     | 75 liter                  |

### 3.8 V6 Supercharged automaat
| Technische specificaties |                           |
| koetswerk                | vierdeurs berline         |
| motor                    | Supercharged V6; V6; 3.8  |
| motorligging             | vooraan, in de lengte     |
| vermogen                 | 171 kW bij 5200 tpm       |
| trekkracht               | 375 Nm bij 3200 tpm       |
| cilinderinhoud           | 3791 cc                   |
| kleppen                  | 12                        |
| versnellingen            | 4, automatisch            |
| brandstof                | benzine, cilinderinjectie |
| boring                   | 97,0 mm                   |
| slag                     | 86,0 mm                   |
| compressieverhouding     | 8,5                       |
| wielen                   | 7.0-8.0 x 16-17           |
| banden voor              | 225-235/45-55R16-17       |
| banden achter            | 225-235/45-55R16-17       |
| remmen voor              | geventileerde schijven    |
| remmen achter            | schijven                  |
| aandrijving              | achter                    |
| stuur                    | hydraulisch               |
| wielbasis                | 2940 mm                   |
| lengte                   | 5195 mm                   |
| breedte                  | 1850 mm                   |
| hoogte                   | 1445 mm                   |
| spoor voor               | 1560 mm                   |
| spoor achter             | 1580 mm                   |
| leeggewicht              | 1725 kg                   |
| koffer                   | 540 liter                 |
| tank                     | 75 liter                  |

### 5.7 V8 235kW automaat
| Technische specificaties |                                  |
| koetswerk                | vierdeurs berline                |
| motor                    | GENERATION III 235kW V8; V8; 5.7 |
| motorligging             | vooraan, in de lengte            |
| vermogen                 | 235 kW bij 5200 tpm              |
| trekkracht               | 460 Nm bij 4000 tpm              |
| cilinderinhoud           | 5667 cc                          |
| kleppen                  | 16                               |
| versnellingen            | 4, automatisch                   |
| brandstof                | benzine, cilinderinjectie        |
| boring                   | 99,0 mm                          |
| slag                     | 92,0 mm                          |
| compressieverhouding     | 10,1                             |
| wielen                   | 7.0-8.0 x 16-17                  |
| banden voor              | 225-235/45-55R16-17              |
| banden achter            | 225-235/45-55R16-17              |
| remmen voor              | geventileerde schijven           |
| remmen achter            | schijven                         |
| aandrijving              | achter                           |
| stuur                    | hydraulisch                      |
| wielbasis                | 2940 mm                          |
| lengte                   | 5195 mm                          |
| breedte                  | 1850 mm                          |
| hoogte                   | 1445 mm                          |
| spoor voor               | 1560 mm                          |
| spoor achter             | 1580 mm                          |
| leeggewicht              | 1750 kg                          |
| koffer                   | 540 liter                        |
| tank                     | 75 liter                         |

### 5.7 V8 245kW automaat
| Technische specificaties |                                  |
| koetswerk                | vierdeurs berline                |
| motor                    | GENERATION III 245kW V8; V8; 5.7 |
| motorligging             | vooraan, in de lengte            |
| vermogen                 | 245 kW bij 5600 tpm              |
| trekkracht               | 465 Nm bij 4000 tpm              |
| cilinderinhoud           | 5667 cc                          |
| kleppen                  | 16                               |
| versnellingen            | 4, automatisch                   |
| brandstof                | benzine, cilinderinjectie        |
| boring                   | 99,0 mm                          |
| slag                     | 92,0 mm                          |
| compressieverhouding     | 10,1                             |
| wielen                   | 8.0 x 17                         |
| banden voor              | 225-235/45-50R17                 |
| banden achter            | 225-235/45-50R17                 |
| remmen voor              | geventileerde schijven           |
| remmen achter            | schijven                         |
| aandrijving              | achter                           |
| stuur                    | hydraulisch                      |
| wielbasis                | 2940 mm                          |
| lengte                   | 5195 mm                          |
| breedte                  | 1850 mm                          |
| hoogte                   | 1445 mm                          |
| spoor voor               | 1560 mm                          |
| spoor achter             | 1580 mm                          |
| leeggewicht              | 1750 kg                          |
| koffer                   | 540 liter                        |
| tank                     | 75 liter                         |

Historische modellen: 
Adventra ·
Apollo ·
Astra ·
Barina ·
Barina Spark ·
Belmont ·
Brougham ·
Business ·
Calibra ·
Camira ·
Caprice/Statesman ·
Captiva 5 ·
Captiva 7 ·
Colorado ·
Combo ·
Commodore ·
Crewman ·
Cruze ·
Drover ·
Epica ·
Frontera ·
Gemini ·
Jackaroo ·
Kingswood ·
Malibu ·
Monaro ·
Nova ·
One Tonner ·
Panel Van ·
Piazza ·
Premier ·
Rodeo ·
Sandman ·
Scurry ·
Shuttle ·
Special ·
Standard ·
Suburban ·
Sunbird ·
Tigra ·
Torana ·
Ute/Utility ·
Utility/Coupe Utility ·
Vectra ·
Viva ·
Volt
Zafira
Hoofdseries: 
FX · 
FJ · 
FE · 
FC · 
FB · 
EK · 
EJ · 
EH · 
HD · 
HR · 
HK · 
HT · 
HG · 
HQ · 
HJ · 
HX · 
HZ · 
VB · 
VC · 
VH · 
VK · 
VL · 
VN · 
VP · 
VR · 
VS · 
VT · 
VX · 
VY · 
VZ · 
VE · 
VF
Nevenseries:
WB · 
VG · 
VQ · 
VU · 
WH · 
WK · 
WL · 
WM · 
WN
Buick · Cadillac · Chevrolet · Corvette · GMC ·
Holden

Voormalige merken:
Acadian (1962–1971) · Asüna (1992–1995) · Beaumont (1966–1969) · Bedford Vehicles (1930–1986) · Daewoo (1999–2011) · Elmore (1893–1912) · Geo (1989–1997) · Hummer (1992–2010) · LaSalle (1927–1940) · Marquette (1929–1930) · McLaughlin automobile (1918–1942) · Oakland (1907–1931) · Oldsmobile (1897–2004) · Opel (1929-2017) · Passport (1988–1991) · Pontiac (1926-2010) · Ranger (1968–1976) · Saab (1989-2010) · Saturn (1985–2010) · Scripps-Booth (1913–1923) · Statesman (1971–1984) · Vauxhall (1925-2017) ·  Viking (1929–1931) · Yellow Coach (1925–1943)